# ژیلبر لازار
ژیلبر لازار (به فرانسوی: Gilbert Lazard)، با نام کامل ژیلبر لِئون ژان لازار (به فرانسوی: Gilbert Léon Jean Lazard)، زادهٔ ۴ آوریل ۱۹۲۰ در پاریس – درگذشتهٔ ۶ سپتامبر ۲۰۱۸ در پاریس، زبان‌شناس، ایران‌شناس و مترجم فرانسوی بود.

## زندگی حرفه‌ای
لازار تحصیلات خود را در دانشسرای عالی نرمال در سال ۱۹۴۸ به پایان رساند. از سال ۱۹۴۸ تا سال ۱۹۵۱ در زمینهٔ فرهنگ و زبان فارسی پژوهش‌هایی انجام داد و در سال ۱۹۶۰ رسالهٔ دکتریِ خود را دربارهٔ «شکل‌گیری زبان فارسی» در مؤسسهٔ ملی زبان‌ها و تمدن‌های شرقی نوشت. او از ۱۹۵۸ تا ۱۹۶۶ استاد زبان فارسی در همین مؤسسه بود. از سال ۱۹۶۹ تا ۱۹۸۱ در دانشگاه پاریس تدریس می‌کرد و مدتی مدیر گروه شرق‌شناسی و مؤسسهٔ مطالعات ایرانی در این دانشگاه بود. او از سال ۱۹۷۲ تا ۱۹۹۳ مدیر گروه‌های پژوهشی در مرکز ملی پژوهش‌های علمی فرانسه در زمینهٔ زبان‌های ایرانی بود. لازار عضو فرهنگستان کتیبه‌شناسی و زبان‌های باستانی فرانسه، انجمن زبان‌شناسی پاریس، و انجمن رده‌شناسی زبانی است. او در دی سال ۱۳۹۵ به عضویت افتخاری فرهنگستان زبان و ادب فارسی برگزیده شد.
لازار استاد راهنمای علی شریعتی و پوران شریعت رضوی در دورهٔ دکتری بود.

## جایزه‌ها
در سال ۱۳۹۶ (خورشیدی) بنیاد موقوفات دکتر محمود افشار، بیست و چهارمین جایزه خود را به ژیلبر لازار اهدا کرد.